# 興芳
興芳（英語：Hing Fong，代號S15）是香港葵青區議會下轄的選區，1999年設立，2023年取消，末任區議員為民主黨成員唐皓文。

## 範圍
興芳選區範圍廣闊，包括葵芳區的私人樓宇（位於港鐵葵芳站附近的新葵芳花園、葵芳閣、葵涌廣場；位於榮芳路、盛芳街、高芳街一帶的單幢樓及恒景花園）、葵翠邨及位處大連排工業區以南的下葵涌村。
2015年區議會選舉前，範圍更包括鄰近港鐵葵興站的葵康苑、新葵興花園及葵涌中心，但2019年該等屋苑被改劃至葵興選區。
2019年區議會選舉前，因應葵翠邨入伙，加上葵聯邨人口增加，2019年的人口預計會超出法例許可的上限，故本區葵聯邨及芊紅居，連同葵興選區的葵康苑及新葵興花園劃出名為葵聯的新選區，使本區的人口因而有所減少。

## 沿革
以葵芳區私人樓宇為主的興芳選區於1999年區議會選舉設立，前身是1982年區議會選舉荃灣區議會及1985年區議會選舉至1991年區議會選舉葵青區議會的葵涌中選區，當時範圍包括葵興及葵芳選區；1994年區議會選舉則與華員邨屬於葵青區議會葵華選區；1999年在葵涌邨選區擔任區議員的民主黨成員吳劍昇轉戰此區，並落戶成功。此後吳亦於2003年、2007年及2011年區議會選舉成功連任。其中於2007年及2011年區議會選舉分別只以265及117票之差，兩度擊敗民建聯候選人梁嘉銘，惟兩人得票差距一直收窄。
2015年區議會選舉，人口估算約20,293人，其中有9,673位是選民，吳劍昇第三度與梁嘉銘競爭。由於選區重新劃界，劃走吳過去服務多年的葵康苑及新葵興花園，加入新入伙的葵聯邨，被外界認為對民建聯的選情有利，而上屆選舉吳亦只以117票險勝，反映選情爭持。不過選前數月葵聯邨被揭發食水含鉛量超標，成為選情焦點，民建聯及梁嘉銘處理手法引起葵聯邨部分居民不滿，而吳劍昇在電視台記者的協助拍攝下，帶同街坊去醫生處驗血，檢驗結果其中一位小孩血液含鉛量超標，為此區原本已經非常緊湊的選情再度升溫。最終吳劍昇取得2,701票，僅以72票之差第三度擊敗梁嘉銘成功連任。在爆發鉛水問題之區議會選區中，只有此選區由民主派候選人奪得議席。此外在區議會選舉三戰三敗，與區議員席位始終無緣，選前向對手表示「我就好輕鬆」的梁嘉銘被傳媒譏為「區選黑仔王」。
2019年區議會選舉，吳劍昇及梁嘉銘均不再在此選區競選。前者轉戰由本區新劃的葵聯選區爭取連任，交棒助理唐皓文出戰本區；後者則轉戰青衣盛康選區，接手其父梁偉文的議席，民建聯隨後改派鄧麗玲在本選區經營。最後唐皓文以近千票差距勝出，吳劍昇亦成功轉區並當選為葵聯選區首任議員，而梁嘉銘亦得償所願，四度參選後終於當選。2021年10月，政府當局不信納唐皓文符合擁護基本法及效忠特區的法定要求和條件，裁定宣誓無效，取消唐的區議員資格，並停止其參選權五年。

## 歷屆議員
| 屆別                   | 議員   | 政治聯繫 | 政治聯繫 |
| ---------------------- | ------ | -------- | -------- |
| 2000年－2003年         | 吳劍昇 |          | 民主黨   |
| 2004年－2007年         | 吳劍昇 |          | 民主黨   |
| 2008年－2011年         | 吳劍昇 |          | 民主黨   |
| 2012年－2015年         | 吳劍昇 |          | 民主黨   |
| 2016年－2019年         | 吳劍昇 |          | 民主黨   |
| 2020年－2021年10月20日 | 唐皓文 |          | 民主黨   |
| 2021年10月21日－2023年 | 懸空   | 懸空     | 懸空     |

## 歷屆選舉結果
| 政党   | 政党   | 候选人    | 票数  | %     | ±      |
| ------ | ------ | --------- | ----- | ----- | ------ |
|        | 無黨派 | ①. 王翰智 | 26    | 0.49  | 不適用 |
|        | 民建聯 | ②. 鄧麗玲 | 2,177 | 41.04 | ▼8.28  |
|        | 民主黨 | ③. 唐皓文 | 3,101 | 58.47 | ▲7.79  |
| 多数票 | 多数票 | 多数票    | 924   | 17.42 | ▲16.06 |

| 政党   | 政党   | 候选人    | 票数  | %     | ±     |
| ------ | ------ | --------- | ----- | ----- | ----- |
|        | 民建聯 | ①. 梁嘉銘 | 2,629 | 49.32 | ▲0.72 |
|        | 民主黨 | ②. 吳劍昇 | 2,701 | 50.68 | ▼0.72 |
| 多数票 | 多数票 | 多数票    | 72    | 1.36  | ▼1.45 |

| 政党   | 政党   | 候选人    | 票数  | %     | ±      |
| ------ | ------ | --------- | ----- | ----- | ------ |
|        | 民主黨 | ①. 吳劍昇 | 2,143 | 51.40 | ▼1.03  |
|        | 民建聯 | ②. 梁嘉銘 | 2,026 | 48.60 | ▲4.27  |
| 多数票 | 多数票 | 多数票    | 117   | 2.81  | 不適用 |

| 政党   | 政党   | 候选人    | 票数  | %     | ±      |
| ------ | ------ | --------- | ----- | ----- | ------ |
|        | 無黨派 | ①. 陸景城 | 106   | 3.24  | 不適用 |
|        | 民建聯 | ②. 梁嘉銘 | 1,451 | 44.33 | 不適用 |
|        | 民主黨 | ③. 吳劍昇 | 1,716 | 52.43 | ▼7.23  |
| 多数票 | 多数票 | 多数票    | 265   | 8.10  | 不適用 |

| 政党   | 政党   | 候选人    | 票数  | %     | ±      |
| ------ | ------ | --------- | ----- | ----- | ------ |
|        | 民主黨 | ①. 吳劍昇 | 1,350 | 59.66 | ▲5.08  |
|        | 民建聯 | ②. 張彼得 | 913   | 40.34 | ▼5.08  |
| 多数票 | 多数票 | 多数票    | 437   | 19.32 | ▲10.16 |

| 政党   | 政党   | 候选人    | 票数 | %     | ±      |
| ------ | ------ | --------- | ---- | ----- | ------ |
|        | 民主黨 | ①. 吳劍昇 | 762  | 54.58 | 新選區 |
|        | 民建聯 | ②. 張彼得 | 634  | 45.42 | 新選區 |
| 多数票 | 多数票 | 多数票    | 128  | 9.16  | 新選區 |